# Colin Trevorrow
Colin Trevorrow (n. 13 de septiembre de 1976) es un director y guionista de cine estadounidense, conocido por su trabajo en la película de 2012 Safety Not Guaranteed y en la cuarta entrega de la franquicia de Jurassic Park: Jurassic World.

## Primeros años
Trevorrow fue criado en Oakland y se graduó en la facultad Tisch School of the Arts de la Universidad de Nueva York en 1999.

## Carrera

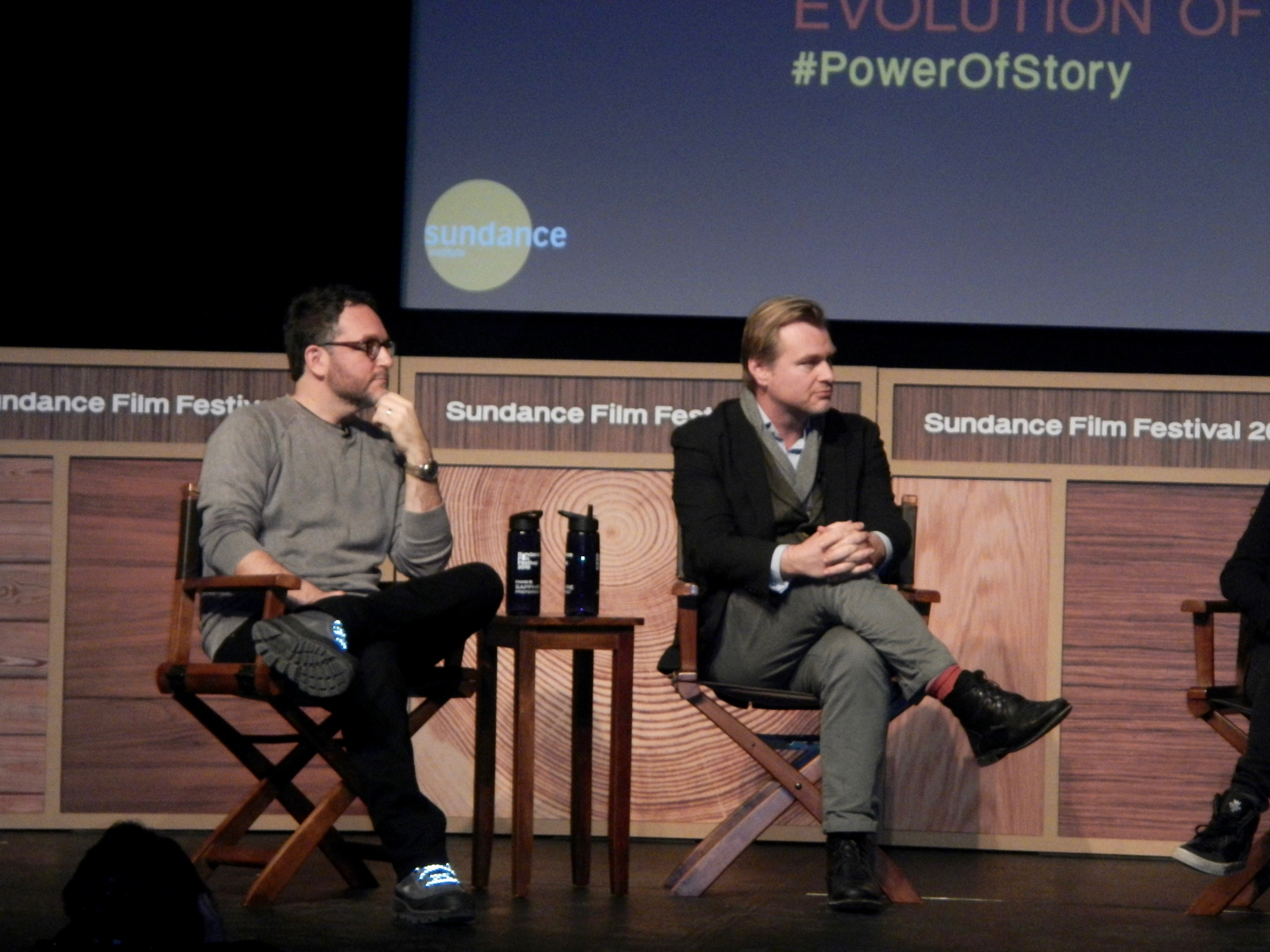
Colin Trevorrow junto al director Christopher Nolan

Escribió y dirigió su primer cortometraje, Home Base, en 2002; que ha recibido más de 20 millones de visitas en línea. Continuó trabajando como guionista y logró vender su primer guion, titulado Tester, a Dreamworks en 2006. En 2008, se juntó con Derek Connolly, diez años después de conocerse como alumnos de la NYU mientras trabajaban como becarios en Saturday Night Live, para escribir el guion de una tentativa película policíaca llamada Cocked and Loaded. Trevorrow comentó que la experiencia fue tan divertida que decidió renunciar a ser guionista en solitario y comenzó a trabajar junto a Connolly.
En 2012, Trevorrow dirigió Safety Not Guaranteed, una película inspirada por un anuncio clasificado que vio en 1997 en un número de la revista Backwoods Home Magazine, que decía: "Se busca: Persona para volver en el tiempo conmigo. No es una broma. Deberá traer sus propias armas. Solo he hecho esto una vez. La seguridad no está garantizada." El guion fue escrito por Connolly, que quiso que Trevorrow lo dirigiera. La película recibió varios premios, incluyendo una nominación a Trevorrow para los Premios Independent Spirit a Mejor primera película.
Tras el estreno de Safety Not Guaranteed, Trevorrow y Connolly fueron contratados por Walt Disney Company para escribir una adaptación de la película de 1986 El vuelo del navegante. Trevorrow también comenzó a escribir un guion junto a Connolly titulado Intelligent Life, para ser producido por Big Beach.
El 14 de marzo de 2013, se confirmó que Trevorrow dirigiría y, junto a su compañero Derek Connolly, co-escribiría Jurassic World, cuarta entrega de la franquicia Jurassic Park de Universal Pictures. La película fue estrenada el 12 de junio de 2015, y se convirtió en un gran éxito en público. Universal anunció una quinta entrega de la franquicia para 2018, pero el director californiano eligió no dirigirla, aunque sí volvería a escribir el guion junto con Connolly.
En agosto de 2015, durante la convención D23 de Disney, la compañía anunció que Trevorrow sería el director del episodio IX de la franquicia Star Wars, tercero y último de la trilogía de secuelas iniciada en 2015 con el séptimo episodio, El despertar de la Fuerza.
El 5 de septiembre de 2017, a cien días del estreno de Star Wars: Episodio VIII - Los últimos Jedi, se anunció que Trevorrow abandonaba la dirección del Episodio IX por diferencias creativas con Disney.

## Vida privada
Trevorrow vive junto a su mujer y sus dos hijos en Vermont.

## Filmografía
| Año  | Título                         | Director | Productor | Guionista | Notas                                               |
| ---- | ------------------------------ | -------- | --------- | --------- | --------------------------------------------------- |
| 2002 | Home Base                      | Sí       | Sí        | Sí        | Cortometraje                                        |
| 2012 | Safety Not Guaranteed          | Sí       | Sí        |           |                                                     |
| 2015 | Jurassic World                 | Sí       |           | Sí        | Voz del Señor ADN                                   |
| 2017 | The Book of Henry              | Sí       |           |           |                                                     |
| 2018 | Jurassic World: El reino caído |          | Sí        | Sí        | Coescritura junto a Derek Connolly                  |
| 2022 | Jurassic World: Dominion       | Sí       | Sí        | Sí        | Post-Producción, Coescritura junto a Derek Connolly |
| 2025 | Deep Cover                     |          | Sí        | Sí        |                                                     |